# Diego Masi
Diego Masi (Montevideo, 5 de julio de 1965) es un artista visual uruguayo.

## Biografía
En 1993 egresó del Instituto Escuela Nacional de Bellas Artes (Universidad de la República), donde se formó con Ernesto Aroztegui y realizó luego cursos de posgrado con Siv Göranson y Daniel Argente.
Ha realizado numerosas exposiciones y participado en bienales, ferias y eventos en su país y el exterior. A lo largo de su trayectoria ha sido galardonado con diversos premios:

## Premios y reconocimientos
- 1979 Mención, Dibujo, OEA, Nueva York, Estados Unidos.
- 1985 Mención Club de Leones, Montevideo, Uruguay.
- 1992 Primer Premio del Círculo Uruguayo de Publicidad, Montevideo, Uruguay.
- 1994 Primer Premio VI Muestra Nacional de Plásticos Jóvenes, Montevideo. Mención, Bienal del Museo de Arte Americano, Maldonado, Uruguay.
- 1995 Primer Premio Concurso 100 años de la Bienal de Venecia, Montevideo.
- 1996 Premio IV Bienal de Salto, Uruguay.
- 1997 Premio Ministerio de Relaciones Exteriores, Montevideo.
- 1998 Primer Premio BHU. Premio Fundación B'nai B'rith. Premio Adquisición VII Bienal de Salto. Premio Adquisición Primera Bienal de Arte C.A. Peñarol.[2] Mención Séptima Bienal Chandon, Palais de Glace, Buenos Aires. Premio Fondo Capital Taller Experimentarte, Montevideo.
- 2000 Primer Premio Uruguay, ArteBA, Argentina.
- 2001 Cuarto Premio Something Special. Segundo Premio BHU, Montevideo.
- 2003 Tercer Premio Caja de Profesionales, Montevideo.
- 2012 Tercer Premio, 55.º Premio Nacional de Artes Visuales, Instalación electromecánica, Museo Nacional de Artes Visuales, Montevideo.[3]

## Exposiciones y ferias de arte
- 2012 Centro Cultural Kavlin, Punta del Este, Uruguay. V Bienal Internacional de UAEMEX, México D.F. Continuum, Museo de Arte Moderno de Chiloé, Chile. Centro Cultural Estación Mapocho, Santiago de Chile. Altamira, Caracas, Venezuela. Colors of the World, Opera Gallery, Dubai. Latin American Art, Opera Gallery, Singapore. Feria Chaco, Chile.
- 2013 Autónomos, Museo Figari, Montevideo. Art Madrid. Legacy Fine Art Panamá. Feria Chaco, Chile. Galería Espacio 304, San Juan, Puerto Rico. In Black & White, Opera Gallery, Ginebra.
- 2014 Geométrico, Galería Enlace, Lima, Perú. Feria internacional de Arte ParC, Museo de Arte Contemporáneo, Lima, Perú. SOA, Arte Contemporáneo, Feria Ch.ACO 14, Santiago de Chile. FilaAC, Feria Independiente Latino Americana de Arte Contemporánea, Galería Marta Traba, Memorial da América Latina, Sao Paulo, Brasil.
- 2015 Bienal Internacional de Asunción, Imagen temporal, Plaza Uruguaya, Paraguay. A 30 años, más democracia, punto de encuentro MEC. Museo de Arte de Rio Grande do Sul, 10.ª Bienal de Mercosur, Porto Alegre, Brasil. Opera Gallery, Beirut.
- 2016 3a Bienal de Montevideo, Palacio Legislativo. Verticalidad, Museo Blanes.